# Heliborne
 (février 2021).
Si vous disposez d'ouvrages ou d'articles de référence ou si vous connaissez des sites web de qualité traitant du thème abordé ici, merci de compléter l'article en donnant les références utiles à sa vérifiabilité et en les liant à la section « Notes et références ».
 (mai 2020).
Heliborne est un jeu vidéo en ligne de guerre et de simulation de vol basé sur des hélicoptères militaires. Il est sorti le 12 octobre 2017.

## Système de jeu
Heliborne est plus précisément un jeu de simulation d'assaut aérien avec des hélicoptères militaires.
Le joueurs à la possibilité de choisir entre deux nations : l'Union des républiques socialistes soviétiques (puis la Russie) et les États-Unis. Plusieurs théâtre de guerre sont disponibles de correspondent à des périodes différentes, par exemple la guerre du Viêt Nam ou la guerre d'Afghanistan. Le joueur peut donc utiliser des appareils iconiques comme le Bell UH-1 Iroquois ou le Mil Mi-24.
Un système de points et de recherche similaire à World of Tanks est en place pour débloquer de nouveaux appareils, des configurations d'armes (offensives et défensives) ou des camouflages.
Des camouflages spécifiques se débloquent par des DLC.